# Crassula hunua
Crassula hunua (лат.) — вид суккулентных растений рода Толстянка (Crassula) семейства Толстянковые (Crassulaceae), естественно произрастающий на территории Новой Зеландии.

## Название
Родовое латинское название Crassula происходит от латинского слова crassus, — «толстый», в основном из-за присутствия у растений этого рода сочных листьев.
Видовой латинский эпитет hunua происходит от местности Хунуа (Hunua), расположенной неподалеку от города Окленд в Новой Зеландии.

## Ботаническое описание
Многолетнее травянистое растение формирует плотные ковры, напоминающие мох, разнообразных размеров. Стебли стелющиеся, образуют корневые узлы, и ветвятся интенсивно. Листья сросшиеся у основания, их длина составляет от 0,7 до 2,8 мм, ширина от 0,3 до 0,6 мм, толщина около 0,3 мм. Форма листьев — линейно-продолговатая или линейно-ланцетная, с острыми вершинами, плоские сверху и выпуклые снизу.
Цветки появляются поодиночке в пазухах листьев, имеют форму звезды и состоят из четырех лепестков диаметром от 2,2 до 3 мм. Длина цветоножек составляет около 0,5-1,3 мм, а при формировании плодов удлиняется до 2 мм. Чашечные доли широко треугольно-яйцевидные, размером приблизительно 0,5-0,7 мм в длину и около 0,5 мм в ширину, обычно заканчиваются тупыми или острыми вершинами. Лепестки белого цвета с нежным розовым оттенком, длиной 1-1,4 мм в длину и около 0,6 мм в ширину, превышая размер чашечки. Длина чешуек варьируется от 0,3 до 0,5 мм и может быть как узкой, так и ширококлиновидной. Листовки гладкие. Семена длиной 0,4-0,5 мм.

## Распространение и экология
Растение распространено на острове Чатем и в северной и южной частях Новой Зеландии.

## Таксономия
Crassula hunua A.P.Druce, первое упоминание в New Zealand J. Bot. 25: 128 (1987).

### Синонимы
Гомотипные (основанные на одном и том же номенклатурном типе):
- Crassula pusilla (Kirk) A.P.Druce & Given, nom. illeg.
- Tillaea pusilla Kirk